# Lycaon pictus
Il licaone (Lycaon pictus, Temminck, 1820), detto anche cane selvatico africano, è un canide lupino diffuso nell'Africa subsahariana. Si tratta del canide africano più grande ed è l'unico rappresentante del genere Lycaon, che si distingue dal genere Canis sia per il minor numero di dita che per la dentizione, tipicamente ipercarnivora. È classificato dalla IUCN come specie a rischio, a causa della scomparsa da gran parte del suo areale storico. La popolazione attuale è composta da circa 39 sub-popolazioni costituite in totale da 6.600 adulti, di cui solo 1.400 sessualmente maturi. Il declino di queste popolazioni continua tuttora, principalmente a causa della frammentazione del loro habitat, della persecuzione umana e delle malattie trasmesse dai cani randagi.
È una specie altamente sociale, in quanto vive in branchi con gerarchie separate per i maschi e per le femmine. Al contrario della maggior parte dei mammiferi carnivori gregari, sono le femmine e non i maschi a lasciare il branco d'origine una volta raggiunta la maturità sessuale, e ai cuccioli è permesso mangiare per primi le carcasse. Il licaone è un predatore diurno, specializzato nella caccia alle antilopi, che cattura attraverso l'inseguimento condotto fino allo sfinimento dell'erbivoro. Come gli altri canidi, rigurgita il cibo per i cuccioli, ma estende questo comportamento anche agli adulti, fino al punto di rendere quest'azione un fondamento della coesione sociale. Ha pochi nemici in natura sebbene la predazione da parte dei leoni sia un caso frequente di morte, mentre le iene macchiate spesso rubano loro il cibo.
Nonostante non appaia frequentemente nei racconti e nei miti africani come altri carnivori, il licaone venne rispettato nelle diverse culture di caccia e raccolta, in particolare sia presso gli egizi predinastici che i san.

## Storia
Il resoconto più antico segnalato sulla presenza della specie viene dal poeta greco Oppiano di Anazarbo, che descrisse il cosiddetto thoa come un ibrido tra un lupo e un leopardo, dato che assomigliava al primo nella forma e al secondo nel colore. Nel Collectanea rerum memorabilium di Gaio Giulio Solino, risalente al III secolo a.C., viene descritto un animale variopinto dai tratti lupini sconosciuto, proveniente dall'Etiopia.
La specie fu scientificamente descritta per la prima volta nel 1820 da Coenraad Temminck, dopo aver esaminato un esemplare catturato nei pressi della costa del Mozambico. Temminck gli assegnò il nome binomiale di Hyaena picta, classificandolo erroneamente come una iena. Fu riconosciuto come un canide solo nel 1827 da Joshua Brookes, che lo ribattezzò Lycaon tricolor. La radice del termine Lycaon la troviamo nel termine greco λυκαίος (lykaios), il cui significato è "lupesco". L'epiteto specifico pictus deriva invece dal latino "dipinto".

## Tassonomia ed evoluzione
In passato, a causa della scarsità di reperti fossili, l'evoluzione del licaone fu scarsamente compresa. Venne inizialmente proposto quale genere ancestrale della specie il Xenocyon, un genere vissuto sia in Eurasia, dalla Germania al Giappone, che in Africa, dal Pleistocene inferiore al Pleistocene medio. Il Xenocyon falconeri, condivideva con il licaone la mancanza d'un primo osso metacarpale, sebbene la sua dentizione fosse meno specializzata. Questo collegamento fu poi smentito dal fatto che l'articolazione metacarpale assente non è un buon indizio di parentela, così come non lo è una dentizione troppo diversa. Un candidato più probabile fu L. sekowei, presente in Sudafrica al tempo del Plio-Pleistocene: in base alla morfologia cranica e dentale, dimostra gli stessi adattamenti alla dieta ipercarnivora presente nell'attuale licaone. L. sekowei mantenne l'articolazione metacarpale, assente nella specie odierna; per di più era un animale più robusto, con denti più grande del 10%.

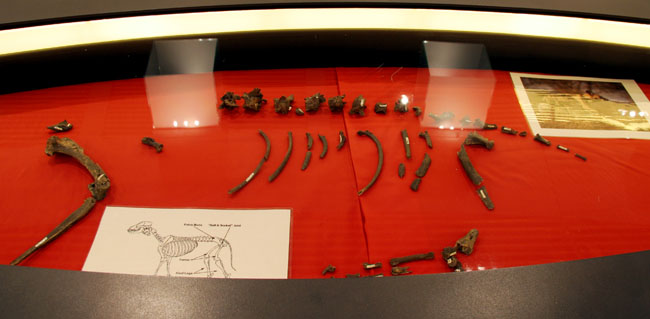
Fossile di Lycaon sekowei, possibile antenato di L. pictus.

Il paleontologo George G. Simpson ha collocato il licaone nella sottofamiglia dei Simocyoninae, insieme al Cuon alpinus e allo Speothos venaticus, siccome tutte e tre le specie sono fornite di dentatura carnassiale a cuspidi taglienti. Tale tassonomia fu messa in dubbio dalla zooarcheologa, Juliet Clutton-Brock che notò, a parte la dentizione, la mancanza di tratti in comune tra le tre specie per poterle raggruppare in una sottofamiglia. Con l'avvento della biologia molecolare, è stato rivelato che, sebbene il licaone sia un parente distante dei canidi del genere Canis, è pur sempre più imparentato con loro. Gli studi filogenetici pongono il licaone e il cuon alpino all'interno di un clade di "canidi lupini", più imparentati con i lupi propriamente detti, che con gli sciacalli africani.
|  | \| \| Cane \| \| \| \| \| \| Lupo grigio \| \| \| \| |
|  |                                                      |
|  | Coyote                                               |
|  |                                                      |
|  | Cane                                                 |
|  |                                                      |
|  | Lupo grigio                                          |
|  |                                                      |

|  | Cane        |
|  |             |
|  | Lupo grigio |
|  |             |

|  | \| \| Cane \| \| \| \| \| \| Lupo grigio \| \| \| \| |
|  |                                                      |
|  | Coyote                                               |
|  |                                                      |
|  | Cane                                                 |
|  |                                                      |
|  | Lupo grigio                                          |
|  |                                                      |

|  | Cane        |
|  |             |
|  | Lupo grigio |
|  |             |

|  | \| \| Cane \| \| \| \| \| \| Lupo grigio \| \| \| \| |
|  |                                                      |
|  | Coyote                                               |
|  |                                                      |
|  | Cane                                                 |
|  |                                                      |
|  | Lupo grigio                                          |
|  |                                                      |

|  | Cane        |
|  |             |
|  | Lupo grigio |
|  |             |

|  | \| \| Cane \| \| \| \| \| \| Lupo grigio \| \| \| \| |
|  |                                                      |
|  | Coyote                                               |
|  |                                                      |
|  | Cane                                                 |
|  |                                                      |
|  | Lupo grigio                                          |
|  |                                                      |

|  | Cane        |
|  |             |
|  | Lupo grigio |
|  |             |

|  | \| \| Cane \| \| \| \| \| \| Lupo grigio \| \| \| \| |
|  |                                                      |
|  | Coyote                                               |
|  |                                                      |
|  | Cane                                                 |
|  |                                                      |
|  | Lupo grigio                                          |
|  |                                                      |

|  | Cane        |
|  |             |
|  | Lupo grigio |
|  |             |

|  | \| \| Cane \| \| \| \| \| \| Lupo grigio \| \| \| \| |
|  |                                                      |
|  | Coyote                                               |
|  |                                                      |
|  | Cane                                                 |
|  |                                                      |
|  | Lupo grigio                                          |
|  |                                                      |

|  | Cane        |
|  |             |
|  | Lupo grigio |
|  |             |

|  | \| \| Cane \| \| \| \| \| \| Lupo grigio \| \| \| \| |
|  |                                                      |
|  | Coyote                                               |
|  |                                                      |
|  | Cane                                                 |
|  |                                                      |
|  | Lupo grigio                                          |
|  |                                                      |

|  | Cane        |
|  |             |
|  | Lupo grigio |
|  |             |

|  | \| \| Cane \| \| \| \| \| \| Lupo grigio \| \| \| \| |
|  |                                                      |
|  | Coyote                                               |
|  |                                                      |
|  | Cane                                                 |
|  |                                                      |
|  | Lupo grigio                                          |
|  |                                                      |

|  | Cane        |
|  |             |
|  | Lupo grigio |
|  |             |

|  | \| \| Cane \| \| \| \| \| \| Lupo grigio \| \| \| \| |
|  |                                                      |
|  | Coyote                                               |
|  |                                                      |
|  | Cane                                                 |
|  |                                                      |
|  | Lupo grigio                                          |
|  |                                                      |

|  | Cane        |
|  |             |
|  | Lupo grigio |
|  |             |

|  | \| \| Cane \| \| \| \| \| \| Lupo grigio \| \| \| \| |
|  |                                                      |
|  | Coyote                                               |
|  |                                                      |
|  | Cane                                                 |
|  |                                                      |
|  | Lupo grigio                                          |
|  |                                                      |

|  | Cane        |
|  |             |
|  | Lupo grigio |
|  |             |

|  | \| \| Cane \| \| \| \| \| \| Lupo grigio \| \| \| \| |
|  |                                                      |
|  | Coyote                                               |
|  |                                                      |
|  | Cane                                                 |
|  |                                                      |
|  | Lupo grigio                                          |
|  |                                                      |

|  | Cane        |
|  |             |
|  | Lupo grigio |
|  |             |

|  | \| \| Cane \| \| \| \| \| \| Lupo grigio \| \| \| \| |
|  |                                                      |
|  | Coyote                                               |
|  |                                                      |
|  | Cane                                                 |
|  |                                                      |
|  | Lupo grigio                                          |
|  |                                                      |

|  | Cane        |
|  |             |
|  | Lupo grigio |
|  |             |

|  | \| \| Cane \| \| \| \| \| \| Lupo grigio \| \| \| \| |
|  |                                                      |
|  | Coyote                                               |
|  |                                                      |
|  | Cane                                                 |
|  |                                                      |
|  | Lupo grigio                                          |
|  |                                                      |

|  | Cane        |
|  |             |
|  | Lupo grigio |
|  |             |

|  | \| \| Cane \| \| \| \| \| \| Lupo grigio \| \| \| \| |
|  |                                                      |
|  | Coyote                                               |
|  |                                                      |
|  | Cane                                                 |
|  |                                                      |
|  | Lupo grigio                                          |
|  |                                                      |

|  | Cane        |
|  |             |
|  | Lupo grigio |
|  |             |

|  | \| \| Cane \| \| \| \| \| \| Lupo grigio \| \| \| \| |
|  |                                                      |
|  | Coyote                                               |
|  |                                                      |
|  | Cane                                                 |
|  |                                                      |
|  | Lupo grigio                                          |
|  |                                                      |

|  | Cane        |
|  |             |
|  | Lupo grigio |
|  |             |

|  | \| \| Cane \| \| \| \| \| \| Lupo grigio \| \| \| \| |
|  |                                                      |
|  | Coyote                                               |
|  |                                                      |
|  | Cane                                                 |
|  |                                                      |
|  | Lupo grigio                                          |
|  |                                                      |

|  | Cane        |
|  |             |
|  | Lupo grigio |
|  |             |

|  | \| \| Cane \| \| \| \| \| \| Lupo grigio \| \| \| \| |
|  |                                                      |
|  | Coyote                                               |
|  |                                                      |
|  | Cane                                                 |
|  |                                                      |
|  | Lupo grigio                                          |
|  |                                                      |

|  | Cane        |
|  |             |
|  | Lupo grigio |
|  |             |

|  | \| \| Cane \| \| \| \| \| \| Lupo grigio \| \| \| \| |
|  |                                                      |
|  | Coyote                                               |
|  |                                                      |
|  | Cane                                                 |
|  |                                                      |
|  | Lupo grigio                                          |
|  |                                                      |

|  | Cane        |
|  |             |
|  | Lupo grigio |
|  |             |

|  | \| \| Cane \| \| \| \| \| \| Lupo grigio \| \| \| \| |
|  |                                                      |
|  | Coyote                                               |
|  |                                                      |
|  | Cane                                                 |
|  |                                                      |
|  | Lupo grigio                                          |
|  |                                                      |

|  | Cane        |
|  |             |
|  | Lupo grigio |
|  |             |

|  | \| \| Cane \| \| \| \| \| \| Lupo grigio \| \| \| \| |
|  |                                                      |
|  | Coyote                                               |
|  |                                                      |
|  | Cane                                                 |
|  |                                                      |
|  | Lupo grigio                                          |
|  |                                                      |

|  | Cane        |
|  |             |
|  | Lupo grigio |
|  |             |

|  | \| \| Cane \| \| \| \| \| \| Lupo grigio \| \| \| \| |
|  |                                                      |
|  | Coyote                                               |
|  |                                                      |
|  | Cane                                                 |
|  |                                                      |
|  | Lupo grigio                                          |
|  |                                                      |

|  | Cane        |
|  |             |
|  | Lupo grigio |
|  |             |

|  | \| \| Cane \| \| \| \| \| \| Lupo grigio \| \| \| \| |
|  |                                                      |
|  | Coyote                                               |
|  |                                                      |
|  | Cane                                                 |
|  |                                                      |
|  | Lupo grigio                                          |
|  |                                                      |

|  | Cane        |
|  |             |
|  | Lupo grigio |
|  |             |

|  | \| \| Cane \| \| \| \| \| \| Lupo grigio \| \| \| \| |
|  |                                                      |
|  | Coyote                                               |
|  |                                                      |
|  | Cane                                                 |
|  |                                                      |
|  | Lupo grigio                                          |
|  |                                                      |

|  | Cane        |
|  |             |
|  | Lupo grigio |
|  |             |

|  | \| \| Cane \| \| \| \| \| \| Lupo grigio \| \| \| \| |
|  |                                                      |
|  | Coyote                                               |
|  |                                                      |
|  | Cane                                                 |
|  |                                                      |
|  | Lupo grigio                                          |
|  |                                                      |

|  | Cane        |
|  |             |
|  | Lupo grigio |
|  |             |

|  | \| \| Cane \| \| \| \| \| \| Lupo grigio \| \| \| \| |
|  |                                                      |
|  | Coyote                                               |
|  |                                                      |
|  | Cane                                                 |
|  |                                                      |
|  | Lupo grigio                                          |
|  |                                                      |

|  | Cane        |
|  |             |
|  | Lupo grigio |
|  |             |

|  | \| \| Cane \| \| \| \| \| \| Lupo grigio \| \| \| \| |
|  |                                                      |
|  | Coyote                                               |
|  |                                                      |
|  | Cane                                                 |
|  |                                                      |
|  | Lupo grigio                                          |
|  |                                                      |

|  | Cane        |
|  |             |
|  | Lupo grigio |
|  |             |

|  | \| \| Cane \| \| \| \| \| \| Lupo grigio \| \| \| \| |
|  |                                                      |
|  | Coyote                                               |
|  |                                                      |
|  | Cane                                                 |
|  |                                                      |
|  | Lupo grigio                                          |
|  |                                                      |

|  | Cane        |
|  |             |
|  | Lupo grigio |
|  |             |

|  | \| \| Cane \| \| \| \| \| \| Lupo grigio \| \| \| \| |
|  |                                                      |
|  | Coyote                                               |
|  |                                                      |
|  | Cane                                                 |
|  |                                                      |
|  | Lupo grigio                                          |
|  |                                                      |

|  | Cane        |
|  |             |
|  | Lupo grigio |
|  |             |

|  | \| \| Cane \| \| \| \| \| \| Lupo grigio \| \| \| \| |
|  |                                                      |
|  | Coyote                                               |
|  |                                                      |
|  | Cane                                                 |
|  |                                                      |
|  | Lupo grigio                                          |
|  |                                                      |

|  | Cane        |
|  |             |
|  | Lupo grigio |
|  |             |

|  | \| \| Cane \| \| \| \| \| \| Lupo grigio \| \| \| \| |
|  |                                                      |
|  | Coyote                                               |
|  |                                                      |
|  | Cane                                                 |
|  |                                                      |
|  | Lupo grigio                                          |
|  |                                                      |

|  | Cane        |
|  |             |
|  | Lupo grigio |
|  |             |

|  | \| \| Cane \| \| \| \| \| \| Lupo grigio \| \| \| \| |
|  |                                                      |
|  | Coyote                                               |
|  |                                                      |
|  | Cane                                                 |
|  |                                                      |
|  | Lupo grigio                                          |
|  |                                                      |

|  | Cane        |
|  |             |
|  | Lupo grigio |
|  |             |

|  | \| \| Cane \| \| \| \| \| \| Lupo grigio \| \| \| \| |
|  |                                                      |
|  | Coyote                                               |
|  |                                                      |
|  | Cane                                                 |
|  |                                                      |
|  | Lupo grigio                                          |
|  |                                                      |

|  | Cane        |
|  |             |
|  | Lupo grigio |
|  |             |

|  | \| \| Sciacallo striato \| \| \| \| \| \| Sciacallo dalla gualdrappa \| \| \| \| |
|  |                                                                                  |
|  | Sciacallo striato                                                                |
|  |                                                                                  |
|  | Sciacallo dalla gualdrappa                                                       |
|  |                                                                                  |

|  | Sciacallo striato          |
|  |                            |
|  | Sciacallo dalla gualdrappa |
|  |                            |

|  | \| \| Cane \| \| \| \| \| \| Lupo grigio \| \| \| \| |
|  |                                                      |
|  | Coyote                                               |
|  |                                                      |
|  | Cane                                                 |
|  |                                                      |
|  | Lupo grigio                                          |
|  |                                                      |

|  | Cane        |
|  |             |
|  | Lupo grigio |
|  |             |

|  | \| \| Cane \| \| \| \| \| \| Lupo grigio \| \| \| \| |
|  |                                                      |
|  | Coyote                                               |
|  |                                                      |
|  | Cane                                                 |
|  |                                                      |
|  | Lupo grigio                                          |
|  |                                                      |

|  | Cane        |
|  |             |
|  | Lupo grigio |
|  |             |

|  | \| \| Cane \| \| \| \| \| \| Lupo grigio \| \| \| \| |
|  |                                                      |
|  | Coyote                                               |
|  |                                                      |
|  | Cane                                                 |
|  |                                                      |
|  | Lupo grigio                                          |
|  |                                                      |

|  | Cane        |
|  |             |
|  | Lupo grigio |
|  |             |

|  | \| \| Cane \| \| \| \| \| \| Lupo grigio \| \| \| \| |
|  |                                                      |
|  | Coyote                                               |
|  |                                                      |
|  | Cane                                                 |
|  |                                                      |
|  | Lupo grigio                                          |
|  |                                                      |

|  | Cane        |
|  |             |
|  | Lupo grigio |
|  |             |

|  | \| \| Cane \| \| \| \| \| \| Lupo grigio \| \| \| \| |
|  |                                                      |
|  | Coyote                                               |
|  |                                                      |
|  | Cane                                                 |
|  |                                                      |
|  | Lupo grigio                                          |
|  |                                                      |

|  | Cane        |
|  |             |
|  | Lupo grigio |
|  |             |

|  | \| \| Cane \| \| \| \| \| \| Lupo grigio \| \| \| \| |
|  |                                                      |
|  | Coyote                                               |
|  |                                                      |
|  | Cane                                                 |
|  |                                                      |
|  | Lupo grigio                                          |
|  |                                                      |

|  | Cane        |
|  |             |
|  | Lupo grigio |
|  |             |

|  | \| \| Cane \| \| \| \| \| \| Lupo grigio \| \| \| \| |
|  |                                                      |
|  | Coyote                                               |
|  |                                                      |
|  | Cane                                                 |
|  |                                                      |
|  | Lupo grigio                                          |
|  |                                                      |

|  | Cane        |
|  |             |
|  | Lupo grigio |
|  |             |

|  | \| \| Cane \| \| \| \| \| \| Lupo grigio \| \| \| \| |
|  |                                                      |
|  | Coyote                                               |
|  |                                                      |
|  | Cane                                                 |
|  |                                                      |
|  | Lupo grigio                                          |
|  |                                                      |

|  | Cane        |
|  |             |
|  | Lupo grigio |
|  |             |

|  | \| \| Cane \| \| \| \| \| \| Lupo grigio \| \| \| \| |
|  |                                                      |
|  | Coyote                                               |
|  |                                                      |
|  | Cane                                                 |
|  |                                                      |
|  | Lupo grigio                                          |
|  |                                                      |

|  | Cane        |
|  |             |
|  | Lupo grigio |
|  |             |

|  | \| \| Cane \| \| \| \| \| \| Lupo grigio \| \| \| \| |
|  |                                                      |
|  | Coyote                                               |
|  |                                                      |
|  | Cane                                                 |
|  |                                                      |
|  | Lupo grigio                                          |
|  |                                                      |

|  | Cane        |
|  |             |
|  | Lupo grigio |
|  |             |

|  | \| \| Cane \| \| \| \| \| \| Lupo grigio \| \| \| \| |
|  |                                                      |
|  | Coyote                                               |
|  |                                                      |
|  | Cane                                                 |
|  |                                                      |
|  | Lupo grigio                                          |
|  |                                                      |

|  | Cane        |
|  |             |
|  | Lupo grigio |
|  |             |

|  | \| \| Cane \| \| \| \| \| \| Lupo grigio \| \| \| \| |
|  |                                                      |
|  | Coyote                                               |
|  |                                                      |
|  | Cane                                                 |
|  |                                                      |
|  | Lupo grigio                                          |
|  |                                                      |

|  | Cane        |
|  |             |
|  | Lupo grigio |
|  |             |

|  | \| \| Cane \| \| \| \| \| \| Lupo grigio \| \| \| \| |
|  |                                                      |
|  | Coyote                                               |
|  |                                                      |
|  | Cane                                                 |
|  |                                                      |
|  | Lupo grigio                                          |
|  |                                                      |

|  | Cane        |
|  |             |
|  | Lupo grigio |
|  |             |

|  | \| \| Cane \| \| \| \| \| \| Lupo grigio \| \| \| \| |
|  |                                                      |
|  | Coyote                                               |
|  |                                                      |
|  | Cane                                                 |
|  |                                                      |
|  | Lupo grigio                                          |
|  |                                                      |

|  | Cane        |
|  |             |
|  | Lupo grigio |
|  |             |

|  | \| \| Cane \| \| \| \| \| \| Lupo grigio \| \| \| \| |
|  |                                                      |
|  | Coyote                                               |
|  |                                                      |
|  | Cane                                                 |
|  |                                                      |
|  | Lupo grigio                                          |
|  |                                                      |

|  | Cane        |
|  |             |
|  | Lupo grigio |
|  |             |

|  | \| \| Cane \| \| \| \| \| \| Lupo grigio \| \| \| \| |
|  |                                                      |
|  | Coyote                                               |
|  |                                                      |
|  | Cane                                                 |
|  |                                                      |
|  | Lupo grigio                                          |
|  |                                                      |

|  | Cane        |
|  |             |
|  | Lupo grigio |
|  |             |

|  | \| \| Cane \| \| \| \| \| \| Lupo grigio \| \| \| \| |
|  |                                                      |
|  | Coyote                                               |
|  |                                                      |
|  | Cane                                                 |
|  |                                                      |
|  | Lupo grigio                                          |
|  |                                                      |

|  | Cane        |
|  |             |
|  | Lupo grigio |
|  |             |

|  | \| \| Cane \| \| \| \| \| \| Lupo grigio \| \| \| \| |
|  |                                                      |
|  | Coyote                                               |
|  |                                                      |
|  | Cane                                                 |
|  |                                                      |
|  | Lupo grigio                                          |
|  |                                                      |

|  | Cane        |
|  |             |
|  | Lupo grigio |
|  |             |

|  | \| \| Cane \| \| \| \| \| \| Lupo grigio \| \| \| \| |
|  |                                                      |
|  | Coyote                                               |
|  |                                                      |
|  | Cane                                                 |
|  |                                                      |
|  | Lupo grigio                                          |
|  |                                                      |

|  | Cane        |
|  |             |
|  | Lupo grigio |
|  |             |

|  | \| \| Cane \| \| \| \| \| \| Lupo grigio \| \| \| \| |
|  |                                                      |
|  | Coyote                                               |
|  |                                                      |
|  | Cane                                                 |
|  |                                                      |
|  | Lupo grigio                                          |
|  |                                                      |

|  | Cane        |
|  |             |
|  | Lupo grigio |
|  |             |

|  | \| \| Cane \| \| \| \| \| \| Lupo grigio \| \| \| \| |
|  |                                                      |
|  | Coyote                                               |
|  |                                                      |
|  | Cane                                                 |
|  |                                                      |
|  | Lupo grigio                                          |
|  |                                                      |

|  | Cane        |
|  |             |
|  | Lupo grigio |
|  |             |

|  | \| \| Cane \| \| \| \| \| \| Lupo grigio \| \| \| \| |
|  |                                                      |
|  | Coyote                                               |
|  |                                                      |
|  | Cane                                                 |
|  |                                                      |
|  | Lupo grigio                                          |
|  |                                                      |

|  | Cane        |
|  |             |
|  | Lupo grigio |
|  |             |

|  | \| \| Cane \| \| \| \| \| \| Lupo grigio \| \| \| \| |
|  |                                                      |
|  | Coyote                                               |
|  |                                                      |
|  | Cane                                                 |
|  |                                                      |
|  | Lupo grigio                                          |
|  |                                                      |

|  | Cane        |
|  |             |
|  | Lupo grigio |
|  |             |

|  | \| \| Cane \| \| \| \| \| \| Lupo grigio \| \| \| \| |
|  |                                                      |
|  | Coyote                                               |
|  |                                                      |
|  | Cane                                                 |
|  |                                                      |
|  | Lupo grigio                                          |
|  |                                                      |

|  | Cane        |
|  |             |
|  | Lupo grigio |
|  |             |

|  | \| \| Cane \| \| \| \| \| \| Lupo grigio \| \| \| \| |
|  |                                                      |
|  | Coyote                                               |
|  |                                                      |
|  | Cane                                                 |
|  |                                                      |
|  | Lupo grigio                                          |
|  |                                                      |

|  | Cane        |
|  |             |
|  | Lupo grigio |
|  |             |

|  | \| \| Cane \| \| \| \| \| \| Lupo grigio \| \| \| \| |
|  |                                                      |
|  | Coyote                                               |
|  |                                                      |
|  | Cane                                                 |
|  |                                                      |
|  | Lupo grigio                                          |
|  |                                                      |

|  | Cane        |
|  |             |
|  | Lupo grigio |
|  |             |

|  | \| \| Cane \| \| \| \| \| \| Lupo grigio \| \| \| \| |
|  |                                                      |
|  | Coyote                                               |
|  |                                                      |
|  | Cane                                                 |
|  |                                                      |
|  | Lupo grigio                                          |
|  |                                                      |

|  | Cane        |
|  |             |
|  | Lupo grigio |
|  |             |

|  | \| \| Cane \| \| \| \| \| \| Lupo grigio \| \| \| \| |
|  |                                                      |
|  | Coyote                                               |
|  |                                                      |
|  | Cane                                                 |
|  |                                                      |
|  | Lupo grigio                                          |
|  |                                                      |

|  | Cane        |
|  |             |
|  | Lupo grigio |
|  |             |

|  | \| \| Cane \| \| \| \| \| \| Lupo grigio \| \| \| \| |
|  |                                                      |
|  | Coyote                                               |
|  |                                                      |
|  | Cane                                                 |
|  |                                                      |
|  | Lupo grigio                                          |
|  |                                                      |

|  | Cane        |
|  |             |
|  | Lupo grigio |
|  |             |

|  | \| \| Cane \| \| \| \| \| \| Lupo grigio \| \| \| \| |
|  |                                                      |
|  | Coyote                                               |
|  |                                                      |
|  | Cane                                                 |
|  |                                                      |
|  | Lupo grigio                                          |
|  |                                                      |

|  | Cane        |
|  |             |
|  | Lupo grigio |
|  |             |

|  | \| \| Cane \| \| \| \| \| \| Lupo grigio \| \| \| \| |
|  |                                                      |
|  | Coyote                                               |
|  |                                                      |
|  | Cane                                                 |
|  |                                                      |
|  | Lupo grigio                                          |
|  |                                                      |

|  | Cane        |
|  |             |
|  | Lupo grigio |
|  |             |

|  | \| \| Cane \| \| \| \| \| \| Lupo grigio \| \| \| \| |
|  |                                                      |
|  | Coyote                                               |
|  |                                                      |
|  | Cane                                                 |
|  |                                                      |
|  | Lupo grigio                                          |
|  |                                                      |

|  | Cane        |
|  |             |
|  | Lupo grigio |
|  |             |

|  | \| \| Sciacallo striato \| \| \| \| \| \| Sciacallo dalla gualdrappa \| \| \| \| |
|  |                                                                                  |
|  | Sciacallo striato                                                                |
|  |                                                                                  |
|  | Sciacallo dalla gualdrappa                                                       |
|  |                                                                                  |

|  | Sciacallo striato          |
|  |                            |
|  | Sciacallo dalla gualdrappa |
|  |                            |

### Sottospecie
Sin dal 2005, la Mammal Species in the World riconosce cinque sottospecie:
| Sottospecie                                      | Immagine | Autorità                 | Descrizione | Areale                        | Sinonimi |
| ------------------------------------------------ | -------- | ------------------------ | --- | ----------------------------- | --- |
| Licaone dell'Africa Orientale L. p. lupinus      |          | Thomas, 1902             | Sottospecie di colore scuro, con macchie rade e di colore giallo. | Africa orientale              | dieseneri (Matschie, 1915), gansseri (Matschie, 1915), hennigi (Matschie, 1915), huebneri (Matschie, 1915), kondoae (Matschie, 1915), lademanni (Matschie, 1915), langheldi (Matschie, 1915), prageri (Matschie, 1912), richteri (Matschie, 1915), ruwanae (Matschie, 1915), ssongaeae (Matschie, 1915), stierlingi (Matschie, 1915), styxi (Matschie, 1915), wintgensi (Matschie, 1915) |
| Licaone dell'Africa Occidentale L. p. manguensis |          | Matschie, 1915           | | Africa occidentale e centrale | mischlichi (Matschie, 1915) |
| Licaone del Capo L. p. pictus                    |          | Temminck, 1820           | Gli esemplari del Capo sono caratterizzati dalla grande quantità di macchie arancione-giallastro sovrapposizionate sulle parti nere, le orecchie giallastre, l'addome giallo e i peli biancastri sulla gola. Le popolazioni in Mozambico si distinguono per l'equa distribuzione di peli gialli e neri sulle superfici superiori e inferiori del corpo; la quantità inferiore di peli bianchi caratterizza invece le popolazioni del Capo. | Africa meridionale            | cacondae (Matschie, 1915), fuchsi (Matschie, 1915), gobabis (Matschie, 1915), krebsi (Matschie, 1915), lalandei (Matschie, 1915), tricolor (Brookes, 1827), typicus (A. Smith, 1833), venatica (Burchell, 1822), windhorni (Matschie, 1915), zuluensis (Thomas, 1904) |
| Licaone del Ciad L. p. sharicus                  |          | Thomas e Wroughton, 1907 | | Ciad                          | ebermaieri (Matschie, 1915) |
| Licaone somalo L. p. somalicus                   |          | Thomas, 1904             | Simile a lupinus, ma più piccolo, con pelo più corto e ispido, e dentizione più debole. Il suo colore è simile a quello del licaone del Capo, mentre le parti gialle sono più scure invece di essere di colore arancione, come nel caso di lupinus. | Corno d'Africa                | luchsingeri (Matschie, 1915), Matschie (Matschie, 1915), rüppelli (Matschie, 1915), takanus (Matschie, 1915), zedlitzi (Matschie, 1915) |

Ciononostante, sebbene la specie dimostri un'ampia diversità genetica, questa classificazione delle sottospecie non è universalmente accettata. Fu in passato ritenuto, in base ad un numero limitato di esemplari, che i licaoni situati in Africa orientale e meridionale fossero geneticamente distinti. Studi più recenti con un numero superiore di soggetti,  dimostrarono che avvenne un elevato tasso di incroci fra le due popolazioni. Le popolazioni meridionali e nordorientali dimostrano la presenza di alleli di DNA mitocondriale e nucleare distinti, con una zona di transizione che ingloba, fra i due, le popolazioni del Botswana, dello Zimbabwe e della Tanzania sudorientale. I licaoni dell'Africa occidentale potrebbero possedere un aplotipo distinto, potendo così definirsi in una vera sottospecie.

## Descrizione

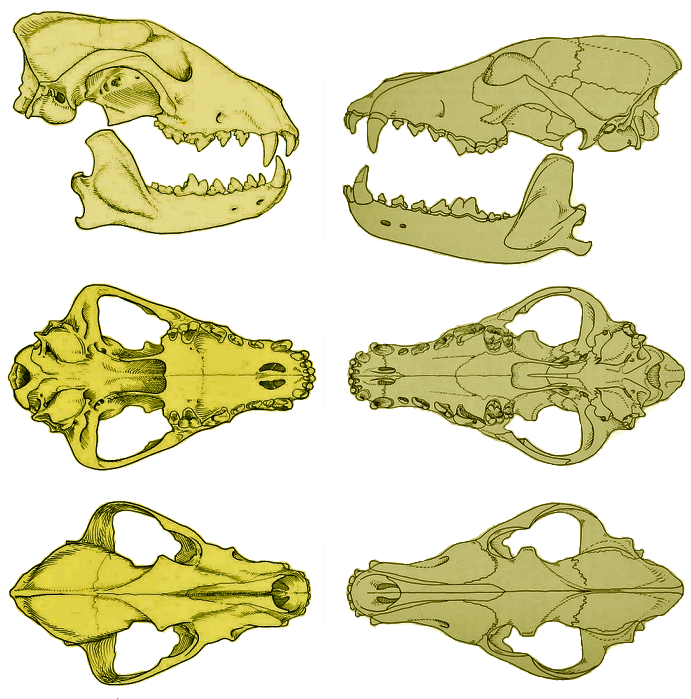
Crani di licaone (sinistra) e lupo grigio (destra). Si notino il muso più corto e il numero ridotto di molari del primo.

Il licaone è il canide africano più grande e robusto. Misura da 60 a 75 cm d'altezza. In Africa orientale, gli adulti pesano dai 20 ai 25 chili, mentre in Africa meridionale arrivano fino a 30 chili. Le femmine sono generalmente dal 3 al 7% più piccole dei maschi. In confronto ai membri del genere Canis, il licaone è relativamente alto e snello, con orecchie sproporzionate e privo degli speroni delle zampe anteriori. Le due dita intermedie tendono ad essere fuse insieme. La sua dentizione è inoltre diversa dalla dentizione dei Canis, avendo un ultimo molare inferiore ridotto, canini sottili e premolari proporzionalmente fra i più grandi di tutti i membri dell'ordine Carnivora. Il primo carnassiale inferiore è fornito d'una cuspide tagliente, che gli conferisce la capacità di consumare le carcasse molto rapidamente. Condivide questo tratto con il cuon alpino e lo speoto. Tra i canidi selvatici, il licaone è secondo solo al lupo grigio in termini di potenza del morso. Nel 2005, il biologo del National Geographic Brady Barr ha rilevato, con l'ausilio dello gnatodinamometro, una pressione esercitata da un esemplare di cane selvatico africano di 317 psi (circa 1.410 N).
Il pelo del licaone differisce dal pelo degli altri canidi, dato che è costituito interamente da peli rigidi e ispidi senza sottopelo. Più invecchia, più gradualmente perde il pelo, infatti, gli esemplari più anziani si riconoscono abbastanza facilmente, essendo quasi privi di pelo. Il colore del vello è estremamente variegato. Probabilmente è una strategia di identificazione visuale, al fine di potersi fra loro riconoscere a distanze comprese tra i 50 e i 100 metri. Il manto differisce a seconda della collocazione geografica; gli esemplari stanziati in Africa nordorientale tendono ad essere soprattutto di colore nero, con piccole chiazze bianche e gialle, mentre quelli stanziati in Africa meridionale hanno colori più intensi: un misto di peli bruni, neri e bianchi. Il livello massimo di vello variegato si trova sull'addome e sugli arti. Il muso tende invariabilmente al nero, sfumando nel marrone nei pressi delle guance e della fronte. Una striscia nera si estende dalla fronte attorno alle orecchie, per diventare dietro di colore bruno-nerastro. In alcuni esemplari, sotto gli occhi è possibile individuare la presenza di una macchia marrone. La nuca è solitamente marrone o gialla. Una macchia bianca ogni tanto si presenta dietro le zampe anteriori, mentre in alcuni esemplari zampe, torace e gola sono totalmente bianchi. La coda normalmente è dotata di una punta bianca con una base nera e, in mezzo, peli marroni. Alcuni licaoni non hanno la punta bianca, oppure gli crescono peli neri sotto la punta bianca. Tale screziatura è asimmetrica, con il lato sinistro dotato di maculazioni diverse dalla destra.

## Comportamento

### Socialità e riproduzione
Il licaone possiede legami sociali molto forti, più di quelli esistenti tra i leoni e le iene maculate, con i quali condivide il proprio areale. A causa di ciò, raramente si trova un individuo di questa specie in uno stato solitario. Il licaone vive in branchi permanenti composti da 2 a 27 adulti e cuccioli del primo anno. Il branco medio stanziato nel Parco nazionale Kruger e nel parco Masai Mara consiste in 4-5 adulti, mentre i branchi situati nella Riserva faunistica Moremi e nel Selous possono essere costituiti da 8 o 9 membri, e non mancano segnalazioni di branchi di dimensioni ancora maggiori.
Più gruppi, inoltre, possono temporaneamente aggregarsi nel periodo delle migrazioni degli springbok nell'Africa del Sud. I maschi e le femmine formano gerarchie di dominanza separate, con queste ultime solitamente guidate da una femmina anziana. I maschi possono essere guidati da maschi anziani, ma essi possono essere soppiantati dagli esemplari più giovani; in questo modo, alcuni branchi possono contenere numerosi ex-maschi dominanti. La coppia dominante tende a monopolizzare il diritto a riprodursi. La specie è diversa dalla maggior parte dei mammiferi carnivori sociali, in quanto sono le femmine a lasciare il branco d'origine una volta giunte alla maturità sessuale. Inoltre, in un branco i maschi tendono a superare di numero le femmine con una proporzione di 3 ad 1. Dopo aver lasciato il branco d'origine, le femmine si infiltrano in un altro branco, cacciando via le femmine residenti, impedendo così l'inincrocio, dando loro la possibilità di trovare un branco nuovo in cui riprodursi. I maschi raramente lasciano il proprio branco e, solitamente, vengono rifiutati da branchi che già contengono esemplari maschi. Sebbene possa essere considerato il canide più sociale, gli manca sia il linguaggio corporeo che facciale caratteristico dei lupi grigi; ciò è dovuto probabilmente al fatto che la società dei licaoni è meno gerarchizzata di quella dei lupi grigi, il che rende inutile una complessità di linguaggio pari a quella dei lupi grigi stessi. Le espressioni facciali, importanti per i lupi anche nel ristabilire legami sociali dopo lunghe assenze, non sono necessarie nei licaoni anche perché questi ultimi tendono a stare insieme per periodi più lunghi dei lupi.

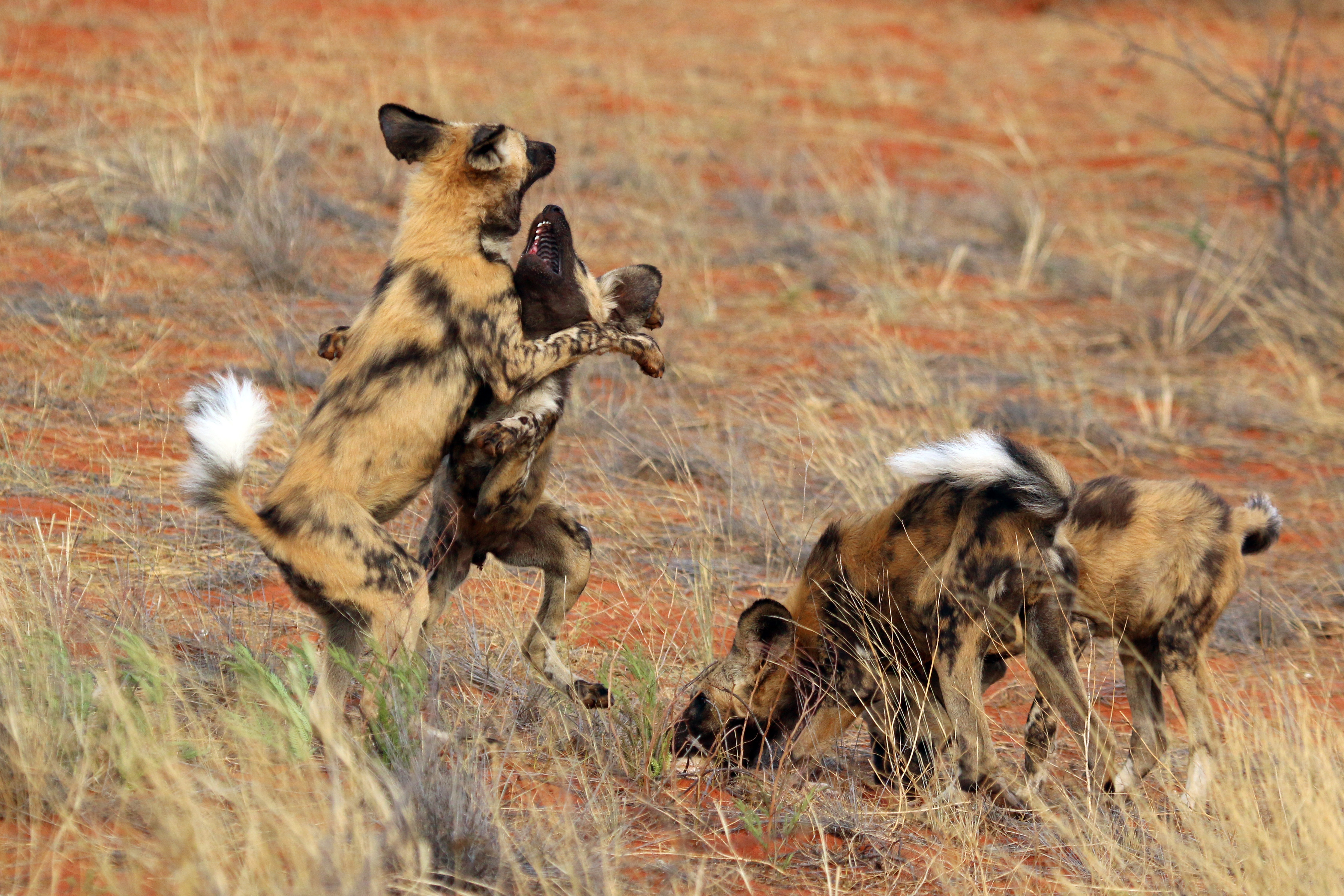
Esemplari che giocano dopo una caccia.

I licaoni stanzianti in Africa orientale non sembrano avere un periodo riproduttivo fisso, mentre quelli situati in Africa meridionale tendono a riprodursi tra aprile e luglio. Quando le femmine vanno in calore, sono accompagnate da un maschio che tende a tener lontani gli altri. Al contrario di altri canidi, i licaoni solitamente non formano un nodo dopo la monta. Ciò potrebbe essere dovuto ad un adattamento per evitare di essere aggredito da altri predatori durante e dopo l'accoppiamento. La gravidanza dura da 69 a 73 giorni, con un intervallo tra le gravidanze di 12-24 mesi. Il licaone può produrre le cucciolate più grosse tra i canidi, da 6 a 16 cuccioli, dando così alle femmine la capacità di produrre da sole interi branchi. Siccome è impossibile acquisire cibo sufficiente per più di due di tali cucciolate, la riproduzione è un privilegio della femmina dominante, che uccide i cuccioli nati dalle subordinate. Dopo aver partorito, la femmina dominante resta nella tana, mentre il resto del branco caccia. Solitamente, allontana gli altri membri del branco che si avvicinano ai cuccioli fino a che non possono consumare cibo solido, a partire dall'età di 3-4 settimane. I cuccioli lasciano la tana dopo tre settimane, vengono svezzati due settimane dopo, e consumano il cibo solido rigurgitato dagli adulti. Le fattezze adulte si manifestano all'età di sette settimane attraverso l'allungamento degli arti, delle orecchie e del muso. Una volta giunti all'età di 8-10 settimane, i cuccioli abbandonano la tana e accompagnano gli adulti durante le cacce. I membri del branco più giovani mangiano per primi, un privilegio che termina una volta superato l'anno d'età.

### Comportamenti venatori
Il licaone è un predatore specializzato nella caccia alle antilopi di taglia media e grossa. Insieme al ghepardo, è l'unico mammifero carnivoro africano che caccia principalmente di giorno. La sua strategia consiste nell'avvicinarsi silenziosamente alla preda, per poi inseguirla per un periodo di tempo che va dai 10 ai 60 minuti ad una velocità di 66 km/h. L'inseguimento normalmente non supera i due chilometri, e la preda viene ripetutamente morsa agli arti, all'addome e al posteriore, fino allo sfinimento. Le prede piccole vengono semplicemente abbattute e fatte a pezzi. I metodi di caccia possono variare a seconda del tipo di preda; gli gnu, per esempio, vengono solitamente costretti a correre in massa, per meglio individuare gli esemplari più vulnerabili, mentre alle specie più territoriali come le antilopi, che si difendono correndo in formazioni circolari, vengono bloccate le vie di fuga. Prede di taglia media tendono a soccombere dopo solo 2-5 minuti, mentre prede più grosse come gli gnu possono resistere per circa un'ora e mezza. Sono i licaoni maschi adulti solitamente ad afferrare per il naso prede pericolose come i facoceri. Prede piccole come i roditori, le lepri e gli uccelli sono cacciati da esemplari solitari. Prede pericolose come i trionomidi e gli istrici vengono uccise con un solo rapido morso, allo scopo di evitare ferite. Le prede piccole vengono mangiate interamente, mentre le prede grosse vengono private di carne e organi, lasciando intatte pelle, testa e scheletro. Il licaone può mangiare rapidamente, potendo consumare una gazzella di Thomson in un quarto d'ora. Allo stato selvatico, il tasso di consumo della specie varia da 1.2 a 5.0 chili di carne per ogni licaone. Un branco stanziato in Africa orientale fu segnalato abbattere tre prede al giorno. Al contrario di altri predatori sociali, i licaoni rigurgitano anche per gli adulti, oltre che per i cuccioli. I cuccioli abbastanza grandi da mangiare cibo solido mangiano per primi.

## Ecologia

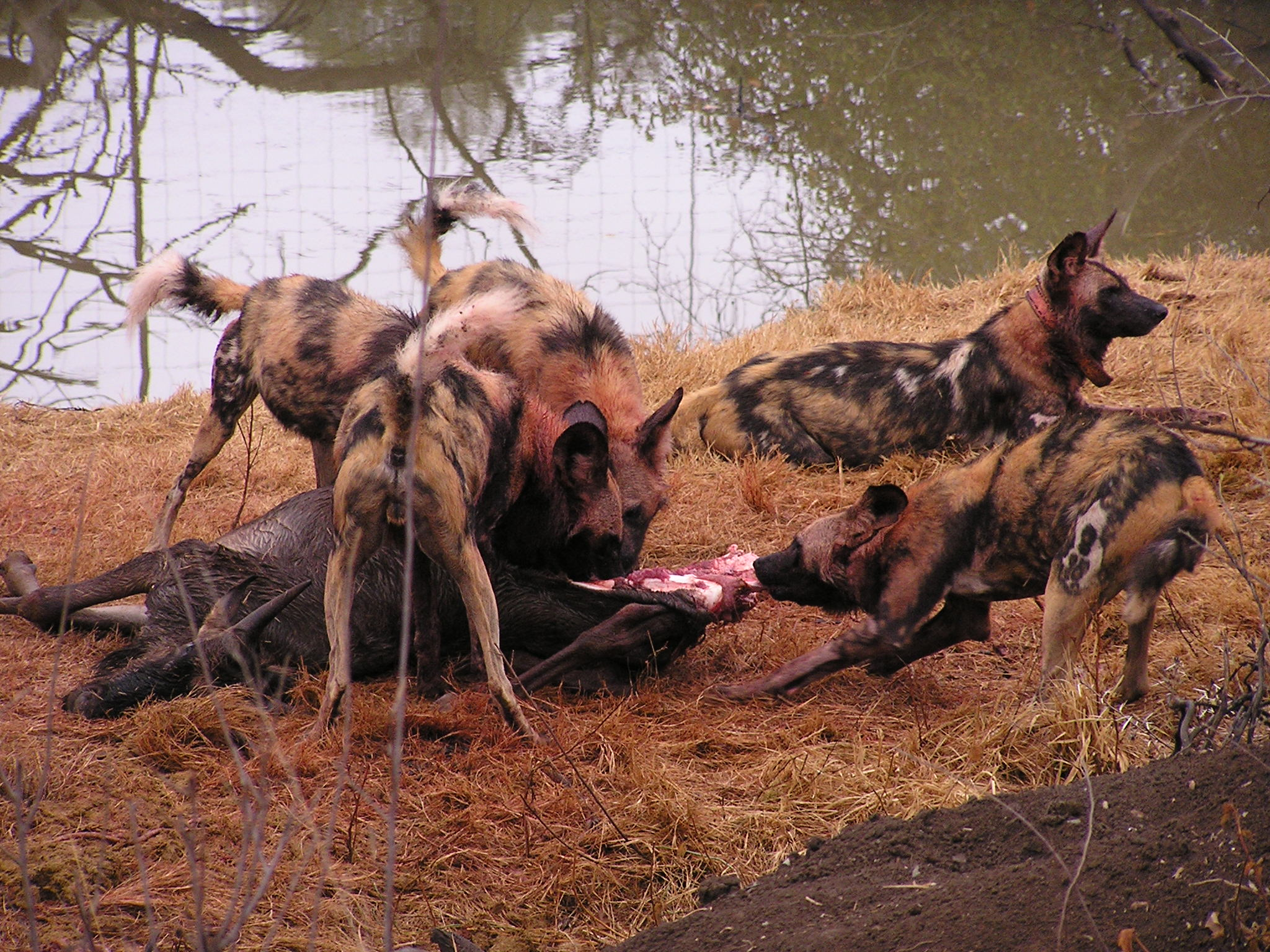
Branco di licaoni mentre è intento a divorare uno gnu striato.

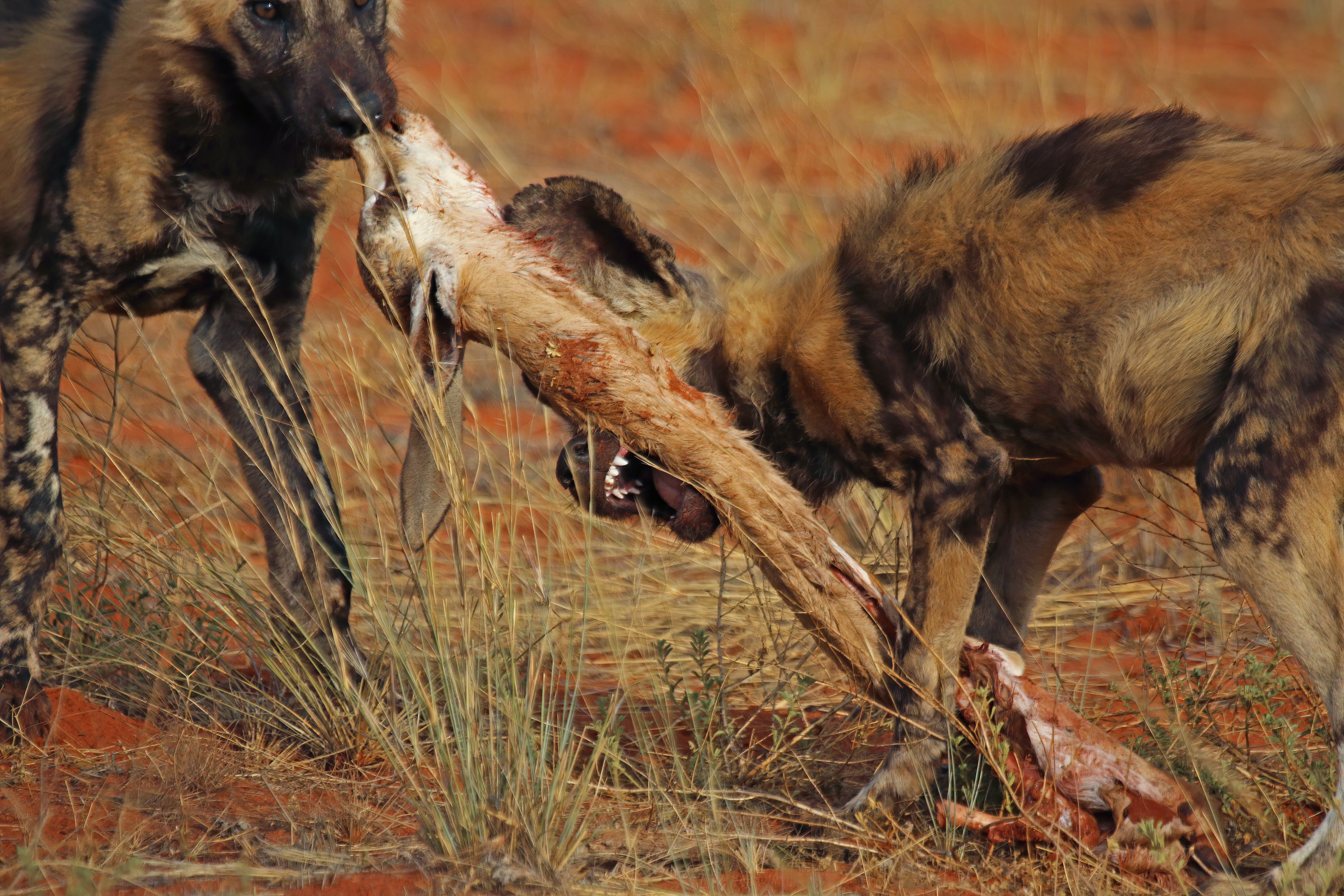
Due licaoni che si nutrono della carne di uno springbok.

### Habitat
Gli habitat privilegiati del licaone sono la savana e il deserto. Questo canide generalmente evita le foreste. È probabile che questa preferenza sia legata ai metodi di caccia della specie, che richiedono spazi aperti privi di alberi che ostacolerebbero la vista o l'inseguimento. In ogni caso, se è necessario, il canide si infiltra durante gli inseguimenti nelle zone di boscaglia, di bosco e montane. Comunque, è stata eccezionalmente segnalata la presenza in Etiopia di almeno una popolazione, precisamente nella foresta di Harenna, e di un branco sulla sommità del Kilimangiaro. Nello Zimbabwe, la specie è stata segnalata ad altitudini di 1.800 metri, mentre in Etiopia i licaoni sono stati avvistati ad altitudini di 2,800 metri, con un esemplare morto segnalato a 4,050 metri presso l'altopiano del Sanetti. Nelle zone in cui i licaoni condividono il loro areale con i leoni, i canidi preparano le loro tane in zone rocciose, zone che i leoni generalmente evitano.

### Dieta
In Africa orientale, la preda preferita del licaone è la gazzella di Thomson, mentre in Africa centrale e meridionale il canide preferisce gli impala, le redunche, i cob, i lichi e gli springbok. La sua dieta, comunque, non è limitata a queste specie, potendo avere la possibilità di abbattere anche gnu, facoceri, oribi, cefalofini, cobi, gazzelle di Grant, zebre, tragelafi striati, struzzi, orici, bufali neri, cuccioli di giraffa e prede più piccole come i dik-dik, gli istrici le lepri, le lepri saltatrici e i trionomidi. Certi branchi avvistati nel Serengeti si sono specializzati nella caccia alla zebra, spesso ignorando altre prede disponibili. Almeno un branco fu segnalato ad uccidere ripetutamente otocioni. Il licaone raramente si nutre di animali da loro stessi non uccisi, sebbene siano stati segnalati mentre derubavano iene, leopardi, leoni e trappole.

### Nemici e concorrenti

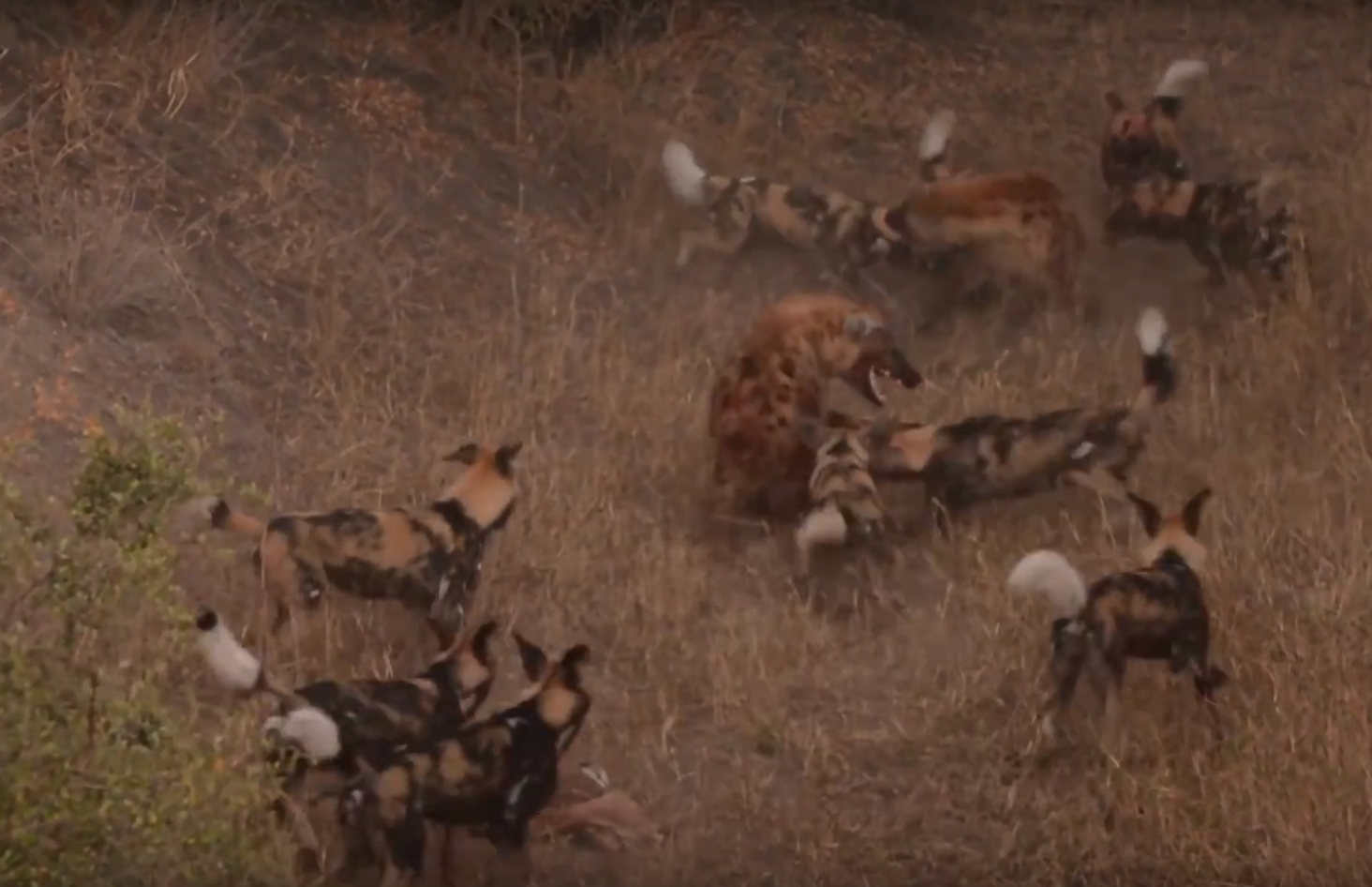
Alcuni licaoni attaccano una iena maculata.

I leoni dominano i licaoni, e sono la principale causa di morte sia degli adulti che dei cuccioli. Le popolazioni di licaone sono scarse nelle zone dove i leoni sono abbondanti. Un branco reintrodotto nel parco nazionale d'Etosha fu sterminato dai leoni. Negli anni sessanta, nel Ngorongoro, i licaoni aumentarono di numero dopo che la popolazione dei leoni subì un decremento, per poi nuovamente diminuire una volta che la popolazione dei leoni tese ad aumentare. Eccezione che conferma la regola, sono stati segnalati casi dove i licaoni sono riusciti ad abbattere leoni malati o feriti.
Le iene maculate sono considerati importanti cleptoparassiti; spesso seguono i licaoni per derubarne le prede. Le iene controllano le zone dove i licaoni hanno cacciato, nutrendosi di qualsiasi resto disponibile delle loro prede. Le iene solitarie si avvicinano cautamente ai licaoni mentre si stanno cibando di una carcassa per impadronirsi di qualche boccone, ma vengono spesso cacciate via. In gruppo, le iene hanno più successo nel derubare i licaoni, sebbene questi ultimi possono avere la meglio grazie alla loro superiore cooperazione fra i membri del branco. I licaoni raramente si cibano delle prede delle iene. Sebbene i licaoni possano facilmente allontanare le iene solitarie, tutto sommato tale relazione è ad esclusivo vantaggio delle iene, con le popolazioni di licaone che risultano più basse in zone dove le iene sono più numerose.
Talvolta, in Africa meridionale, i licaoni sono in competizione con il leopardo nella caccia all'impala. I licaoni scacciano i leopardi dalle loro prede e uccidono i cuccioli di leopardo. D'altro canto, si conoscono casi di leopardi maschi che hanno aggredito e ucciso licaoni adulti isolati.

## Areale
Il licaone in passato viveva nelle zone montane e desertiche e in gran parte dell'Africa subsahariana, essendo assente solo nelle zone più secche e boscose. La specie è stata quasi sterminata in Africa settentrionale e occidentale, e i suoi numeri sono enormemente diminuiti in Africa centrale e nordorientale. La maggior parte dei licaoni attualmente sopravvive in Africa meridionale e orientale.

### Status

#### Nord Africa
Il licaone è molto raro in Nord Africa, e gli esemplari rimasti potrebbero essere di grande valore genetico, potendo trattarsi di una sottospecie separata.
| Stato      | Situazione | Distribuzione |
| ---------- | --- | --- |
| Algeria    | Sebbene presente in passato, il licaone è probabilmente estinto a livello locale, ma una piccola popolazione potrebbe esistere ancora nel sud della nazione. | Sin dal 1997, le uniche segnalazioni della specie vengono dai monti Teffedest. In passato una specie viveva presso i monti Mouydir Arah, ma è scomparsa, probabilmente a causa del trappolaggio e dell'avvelenamento da parte dei Tuareg. L'ultima segnalazione avvenne nel 1989 nel parco nazionale di Ahaggar. |
| Mauritania | Probabilmente assente. | Vi fu almeno una segnalazione non confermata nel 1992. I cacciatori della costa del Sahara Occidentale hanno avvistato un canide sociale che assomiglia al licaone, sebbene l'identità di questo animale non sia stata confermata.                                                                               |

#### Africa occidentale
La situazione in Africa occidentale è precaria, con l'unica popolazione autosufficiente stanziata nel Parco nazionale di Niokolo-Koba in Senegal. Si segnalano ogni tanto i licaoni in altre zone del Senegal, in Guinea e in Mali.
| Stato          | Situazione | Distribuzione |
| -------------- | --- | --- |
| Benin          | Molto probabilmente estinto. Un sondaggio nel 1990 indicò che gli abitanti dello stato consideravano improbabile l'esistenza della specie. | Il Parc W potrebbe contenere l'ultima popolazione di licaone del Benin, sebbene fossero già considerati rari o estinti nel 1988. Una popolazione potrebbe ancora esistere nel parco nazionale del Pendjari. |
| Burkina Faso   | Probabilmente estinto. La povertà endemica della nazione impedisce la sua protezione, malgrado il suo stato di specie legalmente protetta. | L'ultima segnalazione della specie avvenne nel 1985 nella riserva di caccia di Nazinga. Un'esigua popolazione potrebbe esistere ancora, sia nel Parco nazionale di Arly, che nella provincia di Comoé. |
| Gambia         | La segnalazione più recente avvenne nel 1995, presso il confine con Senegal. | Una piccola popolazione potrebbe esistere ancora presso il confine con Senegal. |
| Ghana          | Sebbene il licaone sia legalmente protetto, in questa nazione è probabilmente estinto, sia a causa del braconaggio diffuso, che della prospettiva negativa dei cittadini verso la specie. | Sebbene non ci sono state segnalazioni recenti, la specie potrebbe esistere ancora nei parchi nazionali di Bui e Digya. I cacciatori sostengono che esistono ancora nel parco nazionale di Kyabobo, ma è probabile che siano molto rari. |
| Guinea         | Sebbene sia protetto, la situazione del licaone in Guinea è precaria. | Potrebbe vivere ancora nel parco nazionale di Badiar, dato che il parco è collegato col parco nazionale di Kiokolo-Koba in Senegal, dove la specie vive tuttora. Gli avvistamenti più recenti sono avvenuti nel 1991 presso il Sankarani, e, nel 1996, fu segnalata la morte di tre vacche presso la Ndama Fôret Clasée. |
| Costa d'Avorio | Ci sono pochissime segnalazioni, e la maggior parte della popolazione non ha mai sentito parlare della specie. Il suo stato legale è inoltre considerato "nocivo". | Il licaone potrebbe vivere ancora nel parco nazionale del Comoé e il parco nazionale di Marahoué. |
| Liberia        | Il folclore liberiano non include la specie. Si deduce pertanto che il licaone nella nazione liberiana era una specie rarissima. | È possibile che il licaone in passato occupasse la regione settentrionale, ma ora è certamente raro individuarlo. |
| Mali           | La specie, in Mali, ormai è rara. Sebbene fosse stato avvistato nel 1959 nella Forêt Classée de la Faya in un sondaggio effettuato degli anni ottanta non fu più segnalata. | Potrebbe esistere ancora nelle zone meridionali e occidentali della capitale Male, presso i confini con Senegal e Guinea. |
| Niger          | La specie è quasi certamente estinta al livello locale, essendo stata oggetto di una campagna di sterminio nel corso degli anni sessanta. Sebbene siano legalmente protetti, i licaoni furono regolarmente fucilati dai guardiacaccia persino nel 1979. Anche se dovesse essere ancora presente, le sue possibilità di sopravvivenza sono basse, a causa delle carestie e l'assenza di prede naturali. | Il licaone potrebbe essere ancora presente con pochi esemplari nel Parc W, nell'estremo nord e la regione di Sirba. |
| Nigeria        | Sebbene legalmente protetti, non ci sono popolazioni autosufficienti in Nigeria, anche se ogni tanto vengono avvistati esemplari vaganti da stati confinanti. I fattori che impediscono il recupero della specie includono una mancanza di protezione adeguata e di prede naturali. | Il licaone potrebbe esistere tuttora nel parco nazionale di Gashaka-Gumti, confinante con il parco nazionale del Faro in Camerun, dove l'ultima segnalazione della specie avvenne negli anni ottanta. Si segnala ogni tanto la sua presenza nel parco nazionale del bacino del Ciad, l'ultima delle quali avvenne nel 1995. È probabilmente estinto sia nel parco nazionale di Kainji che nella riserva di caccia di Borgu. Siccome il bracconaggio è una pratica diffusa, la specie non è stata avvistata sin dagli anni ottanta. È inoltre estinta nel parco nazionale di Yankari, dove l'ultimo avvistamento avvenne nel 1978. Un esemplare solitario fu avvistato nel 1991 presso la riserva di caccia di Lame Burra. |
| Senegal        | Sebbene protetto solo parzialmente, il numero degli esemplari nel corso degli anni è aumentato sin dagli anni novanta presso il Parco nazionale di Niokolo-Koba, rendendo così il Senegal un rifugio per la specie. | Il licaone è presente presso il parco nazionale di Niokolo-Koba, dove il numero degli esemplari sta aumentando. Nel 1997, furono segnalati da 50 a 100 esemplari. La specie, altrove è estinta. |
| Sierra Leone   | Il licaone è quasi certamente estinto in Sierra Leone. | Siccome gli indigeni delle zone delle savane settentrionali hanno dato nomi alla specie, è probabile che una volta il licaone popolasse quelle zone, essendoci state, nel corso degli anni ottanta, segnalazioni non confermate. Potrebbe esistere una piccola popolazione nel parco nazionale di Outamba-Kilimi, anche se tale testimonianza è proveniente da una sola segnalazione, peraltro non confermata. |
| Togo           | Malgrado sia legalmente protetto, il licaone è probabilmente estinto in Togo, dove scarseggiano le sue prede naturali. | Potrebbe esistere ancora nel parco nazionale di Fazao Mafakassa, ma con un numero di esemplari ridotto. Ci sono voci che attestano che i licaoni si rifugiano nelle caverne presso le montagne di Mazala, Kpeya e Kbidi. |

#### Africa centrale
Il licaone è molto raro in Africa centrale, essendo estinto in Gabon, nella Repubblica Democratica del Congo e la Repubblica del Congo. Le uniche popolazioni autosufficienti vivono nella Repubblica Centrafricana, Ciad e soprattutto in Camerun.
| Stato                            | Situazione | Distribuzione |
| -------------------------------- | --- | --- |
| Camerun                          | Lo stato dei licaoni in Camerun è incerto, benché siano stati segnalati tre branchi nel nord del paese, rendendo la regione unico possibile rifugio per la specie, insieme alla Repubblica Centrafricana e al Ciad meridionale. Storicamente, la maggior parte dei fondi per la conservazione della natura furono concentrati sulla conservazione delle zone tropicali, dove non vivono i licaoni. Questa discrepanza fu risolta negli anni novanta, ma la specie viene tuttora considerata nociva. Tra il 1992 e il 1993, diversi cacciatori professionali abbatterono 25 esemplari nel Camerun settentrionale. | I licaoni sono spesso segnalati presso il parco nazionale del Faro, dove, nel 1997 furono avvistati quattro branchi. Popolazioni più ridotte si trovano nel parco nazionale del Bénoué, con ulteriori avvistamenti segnalati nel 1989 nella zona tra i due parchi. Sono stati segnalati numerose volte nel 1993 presso il parco nazionale di Bouba Njida. Nel 2012, un sondaggio realizzato nel complesso di Bénoué non rivelò la loro presenza. |
| Repubblica Centrafricana         | Sebbene il licaone sia legalmente protetto, ha un futuro incerto, sebbene sia collegato con una più grande popolazione presente in Camerun. | La specie è molto rara presso il Parco nazionale Manovo-Gounda St. Floris, il cui ultimo avvistamento avvenne nel 1992. In passato, nel corso degli anni ottanta, era comune individuarlo nel Parco nazionale di Bamingui-Bangoran, sebbene, tra il 1988 e il 1990 furono segnalati solo due avvistamenti. |
| Ciad                             | Non ci sono segnalazioni recenti dei licaoni in Ciad; inoltre, il loro stato legale è sconosciuto. Se la specie sia presente, la regione meridionale potrebbe fornire un legame importante con le popolazioni presenti nella Repubblica Centrafricana e il Camerun. | La specie, nel corso degli anni ottanta, era considerata rara nella riserva di Ouadi Rimé-Ouadi Achim. Viene considerato estinto sia nel parco nazionale di Zakouma che nella riserva di Bahr Salamat. Non ci sono stati avvistamenti recenti sia nel parco nazionale di Manda che nella riserva di Siniaka-Minia, benché fossero comuni in quei luoghi negli anni ottanta.                                                                      |
| Repubblica del Congo             | Sebbene sia un animale protetto, non ci sono state segnalazioni sin dagli anni settanta. | I licaoni probabilmente vivevano in passato presso il parco nazionale di Odzala, sebbene abitasse generalmente in zone non protette, dove si nutriva di bestiame, per cui venne sterminato. |
| Repubblica Democratica del Congo | Sebbene la Repubblica Democratica del Congo in passato ospitasse una popolazione stanziale di licaoni, è probabile che si siano estinti sin dai tardi anni novanta. | La segnalazione più recente avvenne nel 1986 nel parco nazionale di Upemba. |
| Guinea Equatoriale               | La specie è estinta nella Guinea Equatoriale. | Non ci sono segnalazioni storiche della specie sulle isole di Bioko e Río Muni. |
| Gabon                            | Il licaone è probabilmente estinto in Gabon. | La specie una volta era presente nel parco nazionale di Petit Loango, ma non ci sono segnalazioni recenti. |

#### Africa orientale
L'areale del licaone in Africa orientale è frammentato, essendo stato sterminato sia in Uganda che in gran parte del Kenya. Una piccola popolazione vive in un areale che comprende, l'Etiopia meridionale, il Sudan del Sud, il Kenya settentrionale, e probabilmente l'Uganda settentrionale. La specie potrebbe ancora essere presente, con un numero di esemplari limitato, in Somalia meridionale, ma è certamente estinto in Ruanda, Burundi ed Eritrea. È piuttosto numeroso in Tanzania meridionale, soprattutto nella riserva faunistica del Selous che nel parco nazionale di Mikumi.
| Stato               | Situazione | Distribuzione |
| ------------------- | --- | --- |
| Burundi             | Dichiarato estinto nel 1976. | Non vi sono state segnalazioni sulla specie nelle zone protette nei parchi nazionali di Kibira e Ruvubu, regioni sono comunque troppo piccole per ospitare dei branchi. |
| Gibuti              | Sconosciuta. | È improbabile che l'unica zona protetta, il parco nazionale della foresta di Day, contenga licaoni. |
| Eritrea             | Probabilmente estinto. | Non ci sono state segnalazioni recenti, sebbene la specie potrebbe aver vissuto nelle zone più remote nei primi anni del novecento, incluso la riserva di Yob. |
| Etiopia             | Malgrado sia legalmente protetto, il licaone è raro in Etiopia. È stato sterminato in tre parchi nazionali, ma sopravvive nell'Etiopia del sud. | La specie in passato fu segnalata sporadicamente presso il parco nazionale di Gambela, sebbene l'ultimo avvistamento sia avvenuto nel 1987. Viene frequentemente segnalata presso i parchi nazionali di Omo, Mago e Bale, sebbene in quest'ultimo la popolazione si sia ridotta a causa dalla rabbia e dalla caccia da parte dei pastori. Avvistamenti sporadici sono stati segnalati nei parchi nazionali di Awash e Nechisar. Tre esemplari furono avvistati nel 1996 nel santuario di Yabelo. Al di fuori delle zone protette, il licaone è stato segnalato in Jijiga e Filtu. |
| Kenya               | Sebbene molto diffuso in Kenya, il licaone in tale nazione viene protetto solo parzialmente, con pochi esemplari in zone non-protette. La popolazione si è man mano ridotta, estinguendosi localmente. Un sondaggio del 1997 indicava la presenza di solo 15 branchi, in tutto lo stato. La percezione locale verso la specie è negativa, dove, nelle zone pastorali vengono spesso abbattuti.                               | Il licaone viene ogni tanto segnalato nelle zone meridionali dei Parchi nazionali del Lago Turkana. Esemplari vaganti sono a volte avvistati sia lungo il confine con Sudan che nel nordest, presso Mandera, la contea di Wajir e il parco nazionale di Marsabit. È raro trovarlo nella riserva di Samburu, ed è, sin dagli anni ottanta, assente nella riserva di Buffalo Springs. Nei primi anni ottanta fu avvistato due volte nella riserva di Kora. È ormai estinto nei pressi del Monte Kenya, benché negli anni cinquanta fosse considerato comune. È probabilmente estinto nel parco nazionale del Lago Nakuru, mentre un recinto eretto intorno alla zona per proteggere i rinoceronti ne impedisce la ricolonizzazione nel parco. Fu avvistato due volte all'esterno del parco nazionale di Nairobi, ma viene regolarmente intrappolato o ucciso. Nel 1991, dopo un'epidemia scomparve dal Masai Mara. Potrebbe resistere ancora nella provincia della Rift Valley e i parchi nazionali di Tsavo. Pochi esemplari sono ancora presenti nel distretto di Lamu, in declino nella riserva di Dodori, e potrebbe essere assente nella riserva dei primati del fiume Tana. |
| Ruanda              | Sebbene sia legalmente protetto, il licaone è estinto in Ruanda, probabilmente a causa di un'epidemia. La popolazione umana elevata del Ruanda odierna rende la ricolonizzazione dello stato impossibile. Nel 1989, un progetto di reintroduzione fu scartato a causa dell'inizio della Guerra Civile. | La specie in passato era molto comune nel parco nazionale dell'Akagera, fino al punto dove il luogo fu conosciuto come Le Parc aux Lycaons. Un'epidemia sterminò la specie tra il 1983 e il 1984. |
| Somalia             | La guerra civile ha reso molto difficili le prospettive per la specie, soprattutto a causa della deforestazione, del braconaggio, delle carestie impedendo il suo recupero. | Il licaone potrebbe resistere ancora nella zona settentrionale, sebbene l'ultima segnalazione sia avvenuta nel 1982. Nella seconda metà degli anni settanta, era comune nel distretto di Buloburde. Una popolazione in declino potrebbe esistere ancora presso il fiume Giuba. Almeno un branco fu segnalato nel 1994 presso il Parco nazionale di Lag Badana, probabilmente il miglior rifugio per la specie. |
| Sudan Sudan del Sud | Come tutti i carnivori grandi, durante la seconda guerra civile in Sudan, i licaoni diminuirono di numero, sebbene ci siano state segnalazioni nel Sudan del Sud. | La specie in passato abitava presso Sudd, ma non ci sono stati aggiornamenti, in quanto la zona non è protetta. Potrebbe essere ancora presente sia nella riserva di caccia di Bangagai che a sud nel parco nazionale. Nel 1995 fu segnalata la presenza di un branco nel parco nazionale del Dinder. |
| Tanzania            | Le prospettive sono buone per i licaoni della Tanzania, grazie alla totale protezione legale fornita dal governo. Sebbene siano rari al nord, il sud offre per il licaone un habitat ideale, laddove la presenza della mosca tsetse impedisce la colonizzazione umana. I rifugi migliori per la specie di tutto il continente africano, sono, la riserva faunistica del Selous e probabilmente il Parco nazionale del Ruaha. | I licaoni sono comuni nella riserva faunistica del Selous, dove, nel 1997, furono segnalati 880 esemplari adulti. Sono presenti anche nel parco nazionale di Mikumi e in altre zone. Potrebbero essere estinti nella zona orientale del parco nazionale del Serengeti, dove, nel 1990 sono stati segnalati solo 34 esemplari, mentre ne vivono circa un centinaio di esemplari nella zona ovest. Vengono sporadicamente avvistati degli esemplari presso i parchi nazionali del Kilimanjaro e di Arusha. |
| Uganda              | È improbabile che l'Uganda ospiti una popolazione di licaoni permanente, in quanto la specie fu intensamente perseguitata fin dal 1955. Ogni tanto, esemplari vaganti penetrano dalla Tanzania e dal Sud Sudan, in territorio Ugandese. | Un sondaggio realizzato tra il 1982 e il 1992 indicò che il licaone fosse quasi certamente estinto in Uganda, sebbene delle segnalazioni recenti indicherebbero che la specie stia lentamente ricolonizzando lo stato. Esemplari solitari o piccoli branchi sono stati segnalati nel parco nazionale di Murchison Falls, e, nel 1994 vennero avvistati sporadicamente nella zona settentrionale della riserva di caccia di Karamoja. |

#### Africa del Sud
L'Africa meridionale contiene numerose popolazioni di licaoni autosufficienti: tra il Botswana settentrionale, la Namibia settentrionale e lo Zimbabwe occidentale. In Sudafrica, il parco nazionale di Kruger ospita oltre 400 esemplari. Lo Zambia ospita due popolazioni notevoli, una nel parco nazionale di Kafue, e un'altra presso la valle di Luangwa. La specie rimane rara in Malawi, ed è probabilmente estinta in Angola e Mozambico.
| Stato     | Situazione | Distribuzione |
| --------- | --- | --- |
| Angola    | Sebbene sia legalmente protetto, non ci sono state segnalazioni sulla specie sin dal 1990, e il raccolto di dati ulteriori fu ostacolato dal tumulto della guerra civile. | Il licaone in passato viveva in tutte le zone protette, ma entrò in declino negli anni settanta. Potrebbe esistere ancora nella provincia di Cuando Cubango, sotto forma di vaganti originari di Zambia e Namibia, benché sia probabile che la popolazione non sia autosufficiente. |
| Botswana  | Le prospettive della specie in Botswana sono positive, con la regione settentrionale contenendo ciò che potrebbe essere la popolazione di licaoni più grandi in tutta l'Africa. Il licaone però viene protetto solo parzialmente, e i pastori sono permessi di abbattere esemplari in difesa di bestiame. | Il santuario più importante per la specie è il distretto nordoccidentale, che include il delta dell'Okavango, la riserva faunistica Moremi e il parco nazionale del Chobe. Nel 1997, almeno 42 branchi contenenti 450-500 individui furono segnalati nella zona. Altrove, il licaone rimane raro. |
| Malawi    | Sebbene raro, il licaone viene legalmente protetto, e solo i cacciatori e cittadini privati con permesso governativo possono abbatterlo. Negli anni novanta, fu frequentemente avvistato nel parco nazionale di Kasungu. | La specie fu segnalata regolarmente nel parco nazionale di Kasungi negli anni novanta, con almeno 18 avvistamenti nel 1991. Appare in numeri ridotti nel parco nazionale di Nyika e la riserva di Mwabvi. |
| Mozambico | Le prospettive per la specie in Mozambico sono basse, siccome la sua popolazione, nel 1986, entrò un rapido declino durante la guerra d'indipendenza, fino a quasi estinguersi. Individui vaganti ogni tanto entrano nello stato attraverso il parco nazionale sudafricano di Kruger. | Il licaone in passato era numeroso nelle zone remote e protette del Mozambico, ma venne considerato estinto nella provincia di Manica occidentale, a rischio nella provincia di Tete e Zambezia, ed estinto nella zona di Nampula. La specie, nel 1986, esisteva ancora nella regione del Ruvuma e del Lugenda. Qui, venne segnalato presso la diga di Cabora Bassa un branco con cuccioli. |
| Namibia   | Sebbene perseguitato dai pastori, il licaone è legalmente protetto, è stata segnalata la presenza di una popolazione autosufficiente nel nordest della nazione. | La specie è estinta in tutto lo stato tranne nel nordest. È probabile che la popolazione nordorientale sia collegata con quella del Botswana settentrionale. |
| Sudafrica | alla popolazione di licaoni in Sudafrica è assegnato lo stato di "specialmente protetta", inserita nella lista rossa sudafricana. Il santuario dei licaoni si trova nel parco nazionale Kruger, e, negli anni novanta conteneva da 350 a 400 esemplari. Sono stati fatti vari tentativi di introdurre la specie in altre zone, ma solo in due ebbero successo, ma troppo piccole per essere autosufficienti. | Il licaone si trova in tre regioni: la provincia del Capo Settentrionale, il parco nazionale di Kruger, e il KwaZulu-Natal. La popolazione presso il partco Kruger consiste di 375-450 esemplari, ma sono in difficoltà a causa dei leoni e delle iene macchiate, e vengono ogni tanto abbattuti o intrappolati nei pressi dei confini del parco. Negli anni novanta, sei esemplari furono rilasciati nella riserva di caccia di Madikwe, ma è troppo piccola per sostenere una sostanziale popolazione. Nel KwaZulu-Natal, la specie sopravvive nel parco di Hluhluwe-Imfolozi, dove fu introdotta nel corso dei primi anni ottanta.                        |
| Swaziland | Risulta che non ci siano popolazioni residenti nello stato. | Vi è stata una sola segnalazione, in cui un branco fu osservato ad abbattere un blesbok nel dicembre del 1992, stanziandosi nella zona per due settimane prima di scomparire. |
| Zambia    | Sebbene fu perseguitato per un lungo periodo, il licaone è totalmente protetto in Zambia, e può essere cacciato solo con il permesso del ministro del turismo. La specie rimane numerosa, e vive in gran parte delle zone protette contenenti spazio e prede abbondanti. Le popolazioni sono però entrati in declino sin dal 1990.                                                                           | La specie fu presente in numeri decrementanti nel parco nazionale della pianura del Lusenga nel 1988, ma sembra che sia estinta ormai. Ci sono state delle segnalazioni presso il parco nazionale di Sumbu, dove la specie probabilmente è in declino dovuto alle malattie. Alcuni esemplari furono segnalati nel parco nazionale del Luangwa settentrionale nel 1994, ed occasionalmente si vedono presso Musalangu e Lumimba. Viene spesso avvistato nel parco nazionale del Luangwa meridionale, dove prima era in declino dovuto all'antrace. Si avvistano ogni tanto presso la riserva di Lupande, e i parchi nazionali di Luambe, Lukusuzi, e Zambezi. |
| Zimbabwe  | Lo Zimbabwe contiene delle popolazioni autosufficienti di licaoni, con l'incirca 310-430 esemplari nel 1985. Incrementarono di numero negli anni novanta, con un sondaggio fatto tra il 1990-1992 indicando una popolazione di 400-600 animali. La specie viene legalmente protetta, e può essere cacciato solo con un permesso, che fu concesso solo una volta nel periodo di 1986-1992.                    | La maggior parte delle popolazioni di licaone vivono presso il parco nazionale Hwange, Victoria Falls, Matetsi, Deka, e il parco nazionale di Kazuma Pan. In totale, queste zone contengono circa 35 branchi contenenti 250-300 esemplari. |

## Nelle culture africane

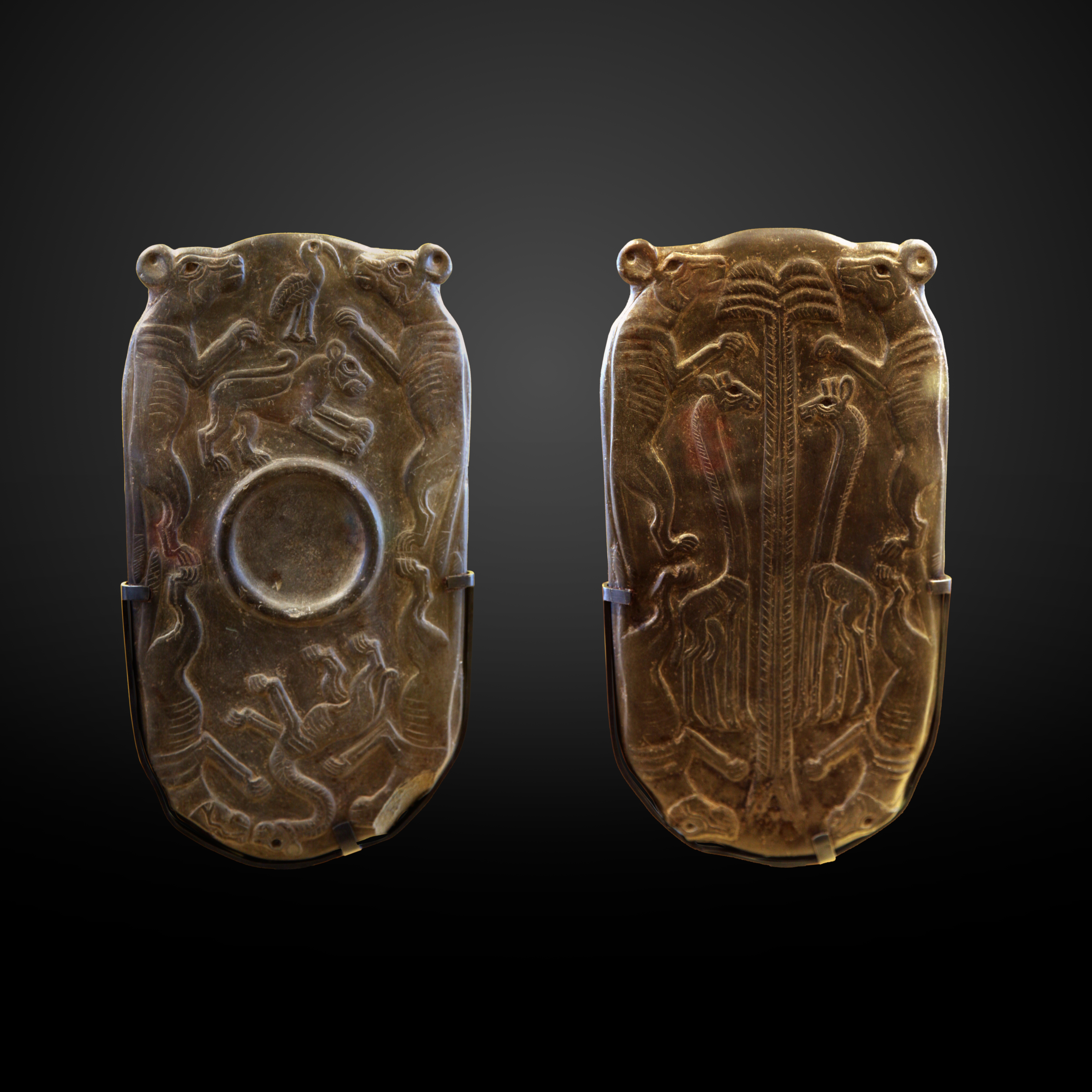
Tavoletta cosmetica risalente al periodo di Naqada III che rappresenta i licaoni come sostegni

I licaoni sono figure comuni su diversi reperti, soprattutto su tavolette e altri oggetti risalenti all'Egitto predinastico, probabilmente simboleggiando l'ordine contro il caos, insieme alla transizione tra la vita selvaggia e la vita domestica. I cacciatori predinastici potrebbero essersi identificati con i licaoni, siccome la tavoletta dei cacciatori dimostra una fila di guerrieri mentre indossano code di licaone sulle cinture. Nel periodo arcaico, le rappresentazioni del licaone si ridussero a favore delle rappresentazioni del lupo.
Secondo l'orientalista tedesco, Enno Littmann, il popolo della Regione dei Tigrè in Etiopia credeva che ferire un licaone con una lancia, e bagnando la coda nel sangue per poi lanciarla all'aggressore, ne avrebbe causato la morte immediata. Perciò, i pastori preferivano allontanare i licaone tramite le pietre che alle armi bianche.
Il licaone ha un ruolo importante nella mitologia del popolo San dell'Africa meridionale. Secondo una favola, il licaone viene indirettamente collegato con l'origine della morte. Siccome la lepre venne condannata dalla luna ad essere per sempre inseguita dai licaoni dopo che la prima rifiutò l'offerta della luna di dare a tutti gli animali la possibilità di rinascere dopo la morte. Un'altra racconta come Kaang si vendica contro gli altri dèi inviandogli un esercito di uomini trasformati in licaoni, sebbene non venga mai specificato chi vinse la battaglia. I San del Botswana considerano il licaone come il cacciatore perfetto, per cui si spalmano i piedi con i fluidi odoriferi della specie, credendo che ciò conferirà loro il suo coraggio e agilità. La specie però non viene rappresentata spesso sulle pitture rupestri San, con l'unico esempio notevole trattandosi d'un fregio sul monte Erongo che raffigura un branco che insegue due antilopi.